# Inbetweenies
Albums de The Scabs
Jumping the Tracks
(1991) Dog Days Are Over
(1993)
Inbetweenies est un EP du groupe de rock belge The Scabs sorti en 1993.

## L'album
Troisième et dernier EP réalisé par les Scabs.
Toutes les compositions ont été écrites par les membres du groupe.

## Les musiciens
- Guy Swinnen : voix, guitare
- Willy Willy : guitare
- Fons Sijmons : basse
- Frankie Saenen : batterie

## Les titres
1. Can't Call Me Yours - 4 min 05 s
2. Jodie - 4 min 26 s
3. Medicine Man (Soft Version) - 3 min 51 s
4. Stolen Guitars - 3 min 28 s
5. Tell Me About It (Revisited) - 4 min 12 s
6. Matchbox Car (Model '93) - 2 min 46 s

## Informations sur le contenu de l'album
- Jan Hautekiet assure les parties de claviers
- Dany Caen assure les chœurs masculins
- Marc Theys assure les parties d'harmonica
- Philippe De Chaffoy assure les parties de violon
- Medicine Man (Soft Version) est une nouvelle version du titre se trouvant sur l'album Royalty in Exile
- Tell Me About It (Revisited) est une nouvelle version du titre se trouvant sur l'album Jumping the Tracks
- Matchbox Car (Model '93) est une nouvelle version du titre se trouvant sur le EP Here's to You Gang!